# 柯里縣 (俄勒岡州)
柯里縣（英語：Curry County）是位於美国俄勒冈州西南部的一個縣，南鄰加利福尼亚州，西臨太平洋，面積5,150平方公里。根據2020年美國人口普查，共有人口23,446人。縣治戈尔德比奇（Gold Beach）。該縣成立於1855年12月18日，縣名紀念俄勒岡領地總督喬治·勞·柯里（George Law Curry）。